# Synagoga w Zborovie
Synagoga w Zborovie – synagoga znajdująca się w Zborovie na Słowacji, przy ulicy Zákutie 4.
Synagoga została zbudowana w XIX wieku; przed 1915 roku przeprowadzono w niej remont. Obecnie zachowała się częściowo oryginalna fasada oraz częściowo okna. Obecnie pozostaje opuszczona, dawniej mieściła się w niej ochotnicza straż pożarna.